# Штанге, Эдуард Карлович
Эдуард Карлович Штанге (1822—1883) — генерал-майор русской императорской армии, участник Кавказской войны.

## Биография
Эдуард Штанге родился 16 (28) августа 1822 года. Среднее образование получил в Могилёвской гимназии, по окончании которой поступил в Императорский Санкт-Петербургский университет.
Военную службу начал в 1841 году рядовым в гренадерском полку императора Франца I. В 1845 г. произведён в прапорщики с назначением в Апшеронский полк, который вскоре был отправлен на Кавказ. Здесь исключительно за военные отличия против горцев Штанге был произведён во все чины до подполковника включительно. Будучи командиром батальона Ширванского пехотного полка, Штанге, в чине майора, участвовал, между прочим, 25 августа 1859 г. при штурме крепости Гуниба и пленении Шамиля и за отличие был награждён 28 октября того же года орденом Св. Георгия 4-й степени (№ 10165 по списку Григоровича — Степанова)
В воздаяние подвигов мужества и храбрости, оказанных при штурме укреплённого аула Гуниба, 25 августа 1859 года, где первый, с вверенным батальоном, взошёл на Гуниб-даг, где имел жаркое дело с засевшими там мюридами и завладел 2 неприятельскими орудиями.
Приехав в Санкт-Петербург в 1861 году, Штанге был назначен командиром Смоленского батальона внутренней стражи. В 1864 году, произведённый в полковники, получил новое назначение на должность Минского губернского воинского начальника, а спустя ещё четыре года переведён на ту же должность в Уфу. Был произведён 30 августа 1876 года в генерал-майоры. Избранный в том же году председателем местного Уфимского управления общества попечения о больных и раненых, он энергично принялся за изыскание средств для этого учреждения, результатом чего явилась возможность отправить в Елисаветград подвижной госпиталь на 100 кроватей при 32 лицах служебного персонала.
В 1881 году, по упразднении должности губернских воинских начальников, Штанге был зачислен в запас по армейской пехоте и продолжал жить в Уфе, оставаясь по-прежнему председателем местного комитета общества Красного Креста.
Умер 18 (30) января 1883 года в Уфе, где и был похоронен.